# Ian Ziering
Ian Ziering (Newark, Nueva Jersey, 30 de marzo de 1964) es un actor estadounidense, conocido por su papel de Steve Sanders en la serie Beverly Hills, 90210 (1990-2000).
Su primera película fue Endless Love (1981). Actualmente sigue su carrera como actor, pero como secundario y como actor de voz. Encarna el papel de Finn Shepard en la saga Sharknado.

## Filmografía
Películas
- Endless Love (1981)
- No Way Back (1995)
- Savate (1995)
- The Women of Spring Break (1995)
- Subliminal Seduction (1996)
- Mighty Ducks the Movie: The First Face-Off (1997)
- Domino (2005)
- Stripped Down (2006)
- Tyrannosaurus Azteca (2007)
- Lava Storm (2008)
- The Christmas Hope (2009)
- Elopement (2010)
- The Legend of Awesomest Maximus (2011)
- McKenna Shoots for the Stars (2012)
- That's My Boy (2012)
- Snake and Mongoose (2013)
- Sharknado (2013)
- Sharknado 2: The Second One (2014)
- Sharknado 3: Oh Hell No! (2015)
- Sharknado 4: The 4th Awakens (2016)
- Sharknado 5: Global Swarming (2017)
- Sharknado 6: It’s About Time (2018)
- Zombie Tidal Wave (2019)

Series de televisión
- The Doctors (1982-1983)
- Guiding Light (1986-1988)
- Married... with Children (1990)
- CBS Schoolbreak Special (1990)
- ABC Afterschool Specials (1990)
- Beverly Hills, 90210 (1990-2000)
- The Legend of Prince Valiant (1991)
- Melrose Place (1992)
- Los motorratones de Marte (1993-1996)
- Aaahh!!! Real Monsters (1994)
- Los campeones (1996-1997)
- V.I.P. (1998)
- Godzilla: The Series (1998-2000)
- Batman Beyond (1999)
- The Love Boat: The Next Wave (1999)
- Twice in a Lifetime (2000)
- Inside Schwartz (2001)
- JAG (2001)
- What I Like About You (2002)
- Son of the Beach (2002)
- Spider-Man: The New Animated Series (2003)
- Los motorratones de Marte (2006-2007)
- Drawn Together (2007)
- Side Order of Life (2007)
- CSI: NY (2010)
- Happily Divorced (2011)
- Deadtime Stories (2013)
- Defiance (2015)
- Hashtaggers (2016)
- The Muppets (2016)
- Aussie Girl (2018)
- Los Thunderman (2018)
- BH90210 (2019)
- Swamp Thing (2019)
- Malibu Rescue (2019)
- La Orden (2020)